# Абдуллах аль-Харари
Абу́ Абдуррахма́н Абдулла́х ибн Муха́ммад аль-Харари́ аль-Хабаши (араб. عبد الله الهرري‎; 1910 Харар, Эфиопия — 2 сентября 2008, Бейрут, Ливан) — исламский теолог. В 1983 году основал AICP — Association of Islamic Charitable Projects (организация благотворительных исламских проектов, на араб. — جمعية المشاريع الخيرية الإسلام). По заявлению его последователей и учеников, его родословная восходит к роду Бани Шейба через его отца — Мухаммада и к первому халифу Абу Бакру через его мать Фатиму. 

## Биография
Абу Абдуррахман Абдуллах ибн Мухаммад ибн Юсуф ибн Абдуллах аль-Харари аш-Шиби аль-Абдари родился в 1910 году в эфиопском городе Харар. В 1950 году переезжает в Ливан. В 1983 году открывает организацию благотворительных исламских проектов. Он принадлежал к рифаитскому и кадырийскому тарикатам. Был последовательным противником ваххабизма.
Умер 2 сентября 2008 года, в возрасте 98 лет.
Тарикат Ар-Рифаийя получил от шейха Абдур-Рохмана Ас-Сабсабий Аль-Хамуий и шейха Тахир Аль-Кайялий, от шейха Ахмада Аль-Ирбиний — тарикат Аль-Кодирийя. Так же был муфтием в Сомали в возрасте 17 лет.

## Труды
- Шарху альфияти с-Суюти фи Мусталахи ль-хадис
- Касидатун фи ль-итикади такау фи Ситтина Байтан
- Ас-сирату ль-мустаким фи т-таухид
- Ад-далилу ль-кавим аля с-сирату ль-мустаким фи т-таухид
- Бугйати т-Талиб Лимарифати ль-ильми д-дини ль-ваджиб
- Ат-таккубу ль-хасис аля ман таана фима сахха мина ль-хадис